# Lucas Ruiz de Ribayaz
Lucas Ruiz de Ribayaz (fl. 1650), né à Santa Maria de Ribarredonda près de Burgos en 1626, est un compositeur et guitariste espagnol de la période baroque. 

## Biographie
Peu d'éléments de sa vie sont connus, y compris la date de son décès. Ribayaz reçoit les ordres mineurs à la collégiale de Villafranca del Bierzo (Leòn), ainsi qu'une sérieuse éducation musicale, mais il n'est pas musicien professionnel. Par la suite, il entre au service des comtes Lemos y Andrade.

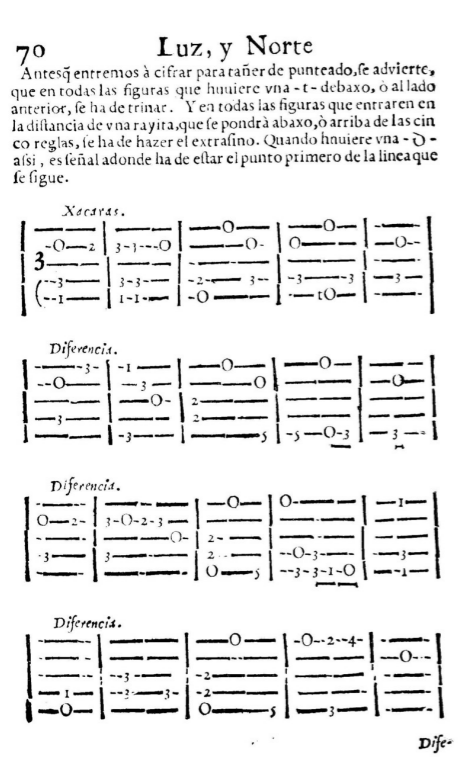
Tablature du Xacaras, extrait du Luz y Norte de Ribayaz (pub. Madrid 1677).

En 1667, il franchit l'Atlantique avec le vice-roi d'Espagne et le compositeur Tomás de Torrejón y Velasco (1644–1728) – célèbre pour La Púrpura de la Rosa [Le sang de la rose] (1701), d'après Calderón premier opéra donné dans le Nouveau Monde – et intègre la cour du comte de Lemos (Lima), vice-roi du Pérou. 
Luz y Norte
De retour en Europe, il fait paraître son unique traité, Luz y Norte Musical, para caminar por las cifras de la guitarra españióla, y arpa publié à Madrid en 1677. Il y propose diverses pièces pour guitare (en tablature) et harpe (notation de basse continu), ainsi que de précieux renseignements sur l'ornementation et les techniques de jeu, inconnus d'autres traités. Les pièces sont essentiellement des danses espagnoles, italiennes, mexicaines (le Xacaras ou Jácaras, la Gaillarde, la Tarentelle, Canarios et d'autres moins connues, telles Españoletas, Rugero, Torneo, Pabanas, Zarambeques, Mariona...), présentées avec leurs variations (diferancia), ou formes célèbres de l'époque en ostinato (Folia, Chaconne ou Passacaille...).

## Discographie
- Danses Espagnoles, sélection du Luz y Norte - Andrew Lawrence-King, The Harp Consort (septembre 1994 - DHM)